# Anita Valen
Anita Valen de Vries (nascida em 12 de dezembro de 1968) é uma ex-ciclista norueguesa. Venceu o Campeonato da Noruega de Ciclismo em Estrada seis vezes.
Valen nasceu em Porsgrunn, e é a irmã da Monica Valvik.
Competiu nos Jogos Olímpicos de Verão de 2004, e novamente em 2008. Conquistou uma medalha de bronze no Campeonato Mundial de Ciclismo em Estrada, realizado pela União Ciclística Internacional (UCI).